# ادموند شارپ
ادموند شارپ ( ۳۱ اکتبر ۱۸۰۹ – ۸ می ۱۸۷۷ ) یک معمار انگلیسی ، مورخ معماری ، مهندس راه آهن و مهندس آب و فاضلاب بود .
وی در Knutsford متولد شد.او ابتدا توسط پدر و مادرش آموزش دیده شد و سپس در یک مدرسه در Runcorn و گرینویچ و Sedbergh مشغول تحصیل شد .
در پی فارغ التحصیلی او از دانشگاه کمبریج ، یک بورسیه تحصیلی دریافت کرد و در آلمان و جنوب فرانسه به تحصیل در رشته معماری پرداخت .
در سال ۱۹۸۵ او یک شرکت معماری در لنکستر تأسیس کرد و در ابتدا خودش در آن مشغول به کار شد . در سال ۱۸۴۵ او با ادوارد پالی یکی از دانش آموختگان خود همکاری کرد . تمرکز اصلی شارپ بر روی کلیساها بود و در ضمن او یکی از پیشگامان استفاده از سفال به عنوان یک سازه در ساختمان کلیساها بود .
او ساختمان‌های غیر مذهبی را نیز طراحی می‌کرد از جمله ساختمان‌های مسکونی و مدارس . وی همچنین در توسعه ی راه آهن شمال غرب انگلیس ، طراحی پل‌ها وطراحی خطوط جدید نیز فعالیت کرده‌است.
در سال ۱۸۵۱ او از شرکت معماری خود استعفا داد و در سال ۱۸۵۶ از لنکستر نقل مکان کرد و باقی فعالیت حرفه‌ای خود را صرف مهندسی راه آهن کرد که برای اولین بار در شمال ولز و پس از آن در سوئیس و جنوب فرانسه حرفه ی جدید خود را ارائه نمود .
شارپ در سال ۱۸۶۶ به انگلستان بازگشت و در Scotforth در نزدیکی لنکستر به زندگی خود ادامه داد ، جایی که یک کلیسا نزدیک منزل محل سکونت خود ساخته بود .
در حالیکه وی در شرکت معماری خود مشغول به کار بود ، در امور مدنی لنکستر نیز فعالیت می‌کرد . او حتی به عنوان اعضای شورای شهر نیز انتخاب شد و در سال ۱۸۴۸-۴۹ به عنوان شهردار به این شهر خدمت کرد . بیشتر نگرانی او در این مدت مربوط به بخش کمبود آب آشامیدنی و بهداشت بود اما او برای رفع این فقدان برپا شد و خطوط فاضلاب جدید را به همراه فواره برای شهر خود احداث کرد . در ضمن او یک موسیقی دان بسیار با استعداد بود و در فعالیت‌های هنری ، علمی و ادبی نیز دستی بر آتش داشت . او ورزش را نیز کنار نگذاشت و در حرفه‌های تیراندازی با کمان و قایقرانی و کریکت به‌طور فعال فعالیت می‌کرد .
شارپ به عنوان یک مورخ معماری نیز به رسمیت شناخته شد . او کتاب‌هایی را از نقشه‌های تفصیلی معماری منتشر کرد ، مقالات بسیاری را در مورد معماری نوشت و طرحی را برای طبقه‌بندی سبک‌های معماری انگلیسی گوتیک ابداع کرد . در سال ۱۸۷۵ نیز مدال طلای سلطنتی از انستیتو سلطنتی معماران بریتانیا به او اهدا شد .
او بازسازی کلیساهای قرون وسطی که به شغل اصلی معماران معاصر تبدیل شده بود را احیا کرد .
وی در سال ۱۸۷۷ به ایتالیا نقل مکان کرد و در همان جا بیمار شد و در نهایت در گذشت . پیکر او به لنکستر منتقل و در آنجا به خاک سپرده شد .
میراث شارپ متشکل از ۴۰ کلیسای موجود ، خطوط راه آهن ، پل‌ها و کتاب‌های معماری و اقلام و نقاشی‌های مختلف است.